# ドメル幕僚団
ドメル幕僚団（どめるばくりょうだん）は、テレビアニメ『宇宙戦艦ヤマト2199』に登場する架空の団体。
『宇宙戦艦ヤマト2199』（以下、『2199』）の原作である『宇宙戦艦ヤマト』（以下、『ヤマト』）での団員の登場についても記述する。

## 概要
ガミラスの名将ドメルの部下を務める4名のガミラス軍人。
『ヤマト』と『2199』では設定が大きく異なっている。「ドメル幕僚団」という名称は『2199』でつけられたものであり、『ヤマト』では特に決まった名称はない。
『ヤマト』では、ガミラスの各方面の前線指揮官を務めていた将軍であり、第21話・第22話における七色星団の戦いに際してドメルにより召集された。軍服は全員緑地に白の対点線で、マントを着用している。設定画では襟章と手袋の色が個々人で異なっている。
『2199』では、ドメルが司令官を務める「第6空間機甲師団」（通称「ドメル軍団」）を構成する各戦隊の戦隊長である将校。ハイデルン以外は全員『ヤマト』同様、七色星団海戦に際して3隻のガイペロン級多層式航宙母艦にそれぞれ航空隊長として乗り込むが、艦長は別個にキャラクターが設定されている。軍服は緑地に黒（ハイデルンは黒ずんだ赤）の対点線で、マントは着用していない。

## ハイデルン
声 - 矢田耕司（『ヤマト』）、辻親八（『2199』）

### 『宇宙戦艦ヤマト』におけるハイデルン
戦闘空母隊長。オメガ戦線から召喚された。隻眼で歴戦の勇士という風貌をしている。
ドリルミサイルを搭載した重爆撃機に搭乗し、ドメラーズ2世の瞬間物質移送機でヤマト前方にワープアウトし、ドリルミサイルをヤマトの波動砲口に命中させる。帰還後はドメルらと共にヤマトに止めを刺すべく戦闘空母で前進するが、真田志郎とアナライザーの機転によりドリルミサイルを逆進させられ、目前に迫るドリルミサイルに驚愕の表情を浮かべたまま、回避運動を取る猶予も無く戦闘空母を撃沈されたことで死亡する。その際に他の空母へも誘爆し、ドメル艦隊は壊滅する。

### 『宇宙戦艦ヤマト2199』におけるハイデルン
ヴェム・ハイデルンというフルネームが設定されている。第6空間機甲師団先任参謀。階級は大佐。年齢は地球年齢に換算して58歳相当。リデザイン担当は結城信輝。第11・13・15・19・20話に登場する。
容貌に大きな変化はない。ドメルと共に幾多の戦場をくぐり抜けてきた叩き上げの古参士官であり、ドメル幕僚団の「親爺」に位置するような存在であるという設定になっている。外洋作戦時には艦隊旗艦ドメラーズIII世の艦長も兼任するが、若く血気にはやるバーガーには手を焼いている。なお、隻眼は過去のゴルニ戦役での負傷によるものとされている。
七色星団海戦では戦闘空母に乗艦せず、一貫してドメラーズIII世の艦長として投入されており、旧作における役割は、ドーラ・バレク（戦闘空母ダロルド艦長）とヴァンス・バーレン（重爆撃機ガルント爆撃指揮官）が引き継いでいる。なおこのうちバーレンとは旧知であり、ゴルニ戦役では共にドメルの部下として戦っている。海戦終盤においてドメルが敗北を悟って自爆を決心した際にはドメラーズIII世からの離艦を下令されるが、他の乗組員たちと同じくこれを無視して残り、運命を共にした。
『2199』の続編である『宇宙戦艦ヤマト2202 愛の戦士たち』では、その名に由来すると思われるアンドロメダ級10番艦（ガミラスがアンドロメダ級をベースとした改設計艦「ガミラスメイド」の1隻）「AAA-010 ヴェム・ハイデルン」が登場している。

## ゲットー
声 - 永井一郎（『ヤマト』）、吉開清人（『2199』）

### 『宇宙戦艦ヤマト』におけるゲットー
第1空母隊長。ルビー戦線から召喚された。金髪で細面の男性で、眉がない。
ドメル式DMF-3型高速戦闘機（ガミラスファイター）に搭乗し、戦闘機隊を率いて出撃。ヤマトに接近し、ブラックタイガー隊と交戦。そのまま敵機隊を引き付け、ヤマトから引き離す陽動を担う。
ブラックタイガー隊がヤマトへ引き返した後、帰投する。その後、駄目押しをかけるために他の艦とともにヤマトへ接近するが、ドリルミサイルによって爆沈した戦闘空母に衝突して艦が撃沈し、戦死する。

### 『宇宙戦艦ヤマト2199』におけるゲットー
ライル・ゲットーというフルネームが設定されている。第4航空戦隊長。階級は少佐。年齢は地球換算で30歳相当。リデザイン担当は結城信輝。第13・15・19・20話に登場する。
七色星団海戦における艦長の役割はモルド・ヴォックが引き継いでいる。
容姿に大きな変更はない。航空隊のトップエースで、戦闘機パイロットとして一流の腕を持つ撃墜王。また、劇中では航空隊の指揮だけでなく、艦隊指揮も行っている。
性格は常に冷静沈着で、落ち着いた口調で話す。航宙艦隊総司令のガル・ディッツのことを「ディッツのおやじ」と呼んでいる。頻繁に爪をやすりで削っている。
七色星団海戦において、第一空母「バルグレイ」に乗艦。空間艦上戦闘DWG109 デバッケに搭乗し、第一次攻撃隊（戦闘機隊）を率いて出撃。ヤマト航空隊と交戦し、ヤマトから引き離す。隊長機の加藤三郎を追い詰めるが、僚機からバルグレイ轟沈の報に動揺した一瞬の隙を突かれ、加藤機に背後を奪われ被弾。最期はドメルへの忠誠を叫びながら戦死する。
『宇宙戦艦ヤマト2199 星巡る方舟』では回想シーンで登場し、恋人を失ったバーガーの肩に手を置いている。

## バーガー
声 - 阪脩（『ヤマト』）、諏訪部順一（リメイクアニメ）

### 『宇宙戦艦ヤマト』におけるバーガー
第2空母隊長。サファイア戦線から召喚された。紫色の髪で、頬に傷がある男性。ガミラス星到着時に久しぶりに故郷の土が踏めることを喜んでいる。
ドメル式DMB-87型急降下爆撃機に搭乗し、爆撃機隊を率いて出撃。瞬間物質移送器によってヤマト直上にワープし、ヤマトを急襲してレーダーを破壊する。
そのまま立て続けに攻撃を仕掛け、ヤマトに損傷を負わせた後、連絡を受け帰還して来たブラックタイガー隊を引き付け、再びヤマトから引き離す。
その後、ヤマトに多大な損傷を負わせた雷撃隊とともに帰投するが、戦闘空母と第1空母の爆発に巻き込まれて艦を撃沈されたことで、戦死する。

### リメイクアニメにおけるバーガー
フォムト・バーガーというフルネームが設定されている。第7駆逐戦隊長。階級は少佐。年齢は地球換算で27歳相当。リデザイン担当は結城信輝。
七色星団海戦における艦長の役割はルタン・ベスターが引き継いでいる。
眉が細くなっていること以外の容姿の変更はなく、頬の傷もそのままである。ちなみに、この傷はかつてガトランティスとの戦闘時についたものと設定されている。
同期にネレディア・リッケがいる。また、ネレディアの妹にして自分の恋人でもあるメリア・リッケを前述のガトランティスとの戦闘で失い、自暴自棄になっていたところを友人であったゲットーの計らいでドメルの部下になったという過去を持っている。
幕僚団では最年少であり、性格は非常に血気盛んで直情的。師団が電撃戦を展開する際の切り込み隊長である。
宇宙戦艦ヤマト2199
第11・13・15・19・20話に登場する。若さゆえか思慮が足らず軽率な面があり、調子づいてはドメルやハイデルンに窘められるのが常である。また、能力主義で二等臣民を差別しないドメルの部下としては珍しく、二等臣民をあまり信用していない模様で、七色星団海戦前の閲兵の際には二等臣民のザルツ人で構成されるB特殊戦軍第442特務小隊に「信用できるか怪しいもんだ」と言い放ち、不穏な空気を作る。しかし、その直後に場を収めようと同隊隊員のノラン・オシェットがガミラス国歌を歌い始め、それに続けて他の小隊隊員も歌い出したため、言葉を失う。
七色星団海戦では、第二空母「ランベア」に乗艦。空間艦上攻撃機DMB87 スヌーカに搭乗し、第二次攻撃隊（攻撃機隊）を率いて出撃する。その後、ドメラーズIII世の物質転送機でヤマト直上にワープして奇襲をかける。第442小隊のヤマト潜入を支援するために索敵能力を奪おうとレーダーを破壊し、その他にも対空兵装やカタパルト、波動防壁コンバーターなどを損傷させる。その後、山本玲のコスモゼロの迎撃で若干の被害を受けつつも、出撃した幕僚の中で唯一生きて帰艦する。
ヤマトと機動部隊との直接戦闘では、ダロルドとシュデルグが相次いで撃沈され、仲間の仇を討つために爆装して再出撃しようとするが、その間もなくランベアがヤマトの砲撃に被弾し、ランベアごと七色星団の雲海へ沈んでいく。
宇宙戦艦ヤマト2199 星巡る方舟
七色星団の雲海へ沈んだ後に辛くも生き延びており、主要キャラクターとして再登場する。新作映画の製作が決定したのがテレビシリーズの先行上映第五章（第19話 - 第22話）の頃だったため、「幕僚団の中で最もキャラが立っていて使い勝手が良い」という理由から、映画への登場を見越して第六章の七色星団海戦では明確な戦死シーンが描かれなかった。
ベスターが戦死したためにランベアの艦長代理となっており、ヤマトへの復讐心をたぎらせていたところを、ネレディア率いる第8警務艦隊に呼び止められる。ガミラス本星が出したヤマトへの攻撃禁止命令にも納得しなかったが、偶然ジレル人の蝟集する惑星シャンブロウの罠に囚われて身動きできなくなり、奇しくもメリアに酷似した桐生美影を含む同様の身の上となった古代以下のヤマトクルーとの共同生活を経て、怨恨を次第に氷解させる。シャンブロウを脱出した後はヤマトとの共同戦線を張り、ガトランティスのダガーム艦隊と交戦し、一時は死にかけるものの最後まで生き残ってランベアに回収され、ガミラスへ帰還する。
宇宙戦艦ヤマト2202 愛の戦士たち
第20・21・24・最終話に登場する。ローレン・バレルの指揮するガミラス艦隊に参加し、航宙母艦CCC「ノイ・バルグレイ」に搭乗し、空母打撃群を率いて地球圏防衛のために出撃する。第21話では火星の絶対防衛戦にてガトランティス軍と交戦し、指揮下の艦艇と艦載機の連携攻撃でメダルーザ級を3隻撃沈する。第24話ではヤマトが都市帝国を攻略している間、地球の守りを担当する。最終話では次元潜航艦クルーなど他のガミラス軍人の面々とともにデスラーを敬礼で出迎えている。
元々の脚本では最終話でのシーンのみ登場予定であり、他の登場シーンは絵コンテ以降に航宙母艦CCCともども追加されたものである。そのためメインストーリーにはあまり深く関わらず、また現政権に属するバレル艦隊として戦って間もなく何の経緯も描かれずにデスラー派に鞍替えした形になってしまっている。これについてはフラーケンと同様に、デスラーから「ガミラス星の寿命問題」を知らされたガミラス民主政府からの指示でデスラー艦隊と合流したと思われる。
宇宙戦艦ヤマト2205 新たなる旅立ち
デスラー艦隊に所属する重武装ユニット装備に改装されたガイペロン級多層式航宙母艦ランベアの艦長として登場している。それに伴い、階級も中佐に昇進した。

## クロイツ
声 - 佐久間功（『ヤマト』）、里卓哉（『2199』）

### 『宇宙戦艦ヤマト』におけるクロイツ
第3空母隊長。ダイヤ戦線から召喚された。角ばった顎を持つ男性。
ドメル式DMT-97型雷撃機に搭乗し、瞬間物質移送器によってヤマト至近にワープして飽和攻撃を仕掛け、ヤマトに大損傷を負わせる。
帰投した後、他の艦とともにヤマトに接近するが、他の艦が爆沈した際に飛び散った破片が艦の下方から命中し、誘爆して撃沈。クロイツも戦死する。

### 『宇宙戦艦ヤマト2199』におけるクロイツ
カリス・クライツェというフルネームが設定されており、幕僚の中で唯一名前が変更されている。第3宙雷戦隊長。階級は少佐。年齢は地球換算で41歳相当。リデザイン担当は結城信輝。第13・15・19・20話に登場する。
七色星団海戦における艦長の役割はボラン・リッターが引き継いでいる。
容貌に大きな変更はないが、体格はかなり大きくなっており、劇中では比較的背が高いドメルすらも凌ぐ巨躯である。
寡黙な人物と設定されているが、劇中では普通に会話しており、他者より口数が若干少ない程度である。空間宙雷戦を得意としているが、劇中で目立った活躍はない。カレル163の戦闘でも他の幕僚と違って唯一登場していないなど、彼らに比べると出番は少ない。
第三空母「シュデルグ」に乗艦し、七色星団海戦に参加。第442特務小隊によるユリーシャ（実際にはユリーシャと誤認された森雪）の確保が成功し、後はガルントが撃ち込んだ特殊削岩弾が爆発してヤマトを沈める手筈だったが、削岩弾の起爆が失敗する可能性を考慮し、空間雷撃機FWG97 ドルシーラに乗り込み、第三次攻撃隊（雷撃機隊）を率いて出撃する。
物質転送機によってヤマト至近にワープし、駄目押しの雷撃を仕掛けるが、古代と山本のコスモゼロから予想外の反撃を受け、さらに帰還したヤマト航空隊も加わり、護衛戦闘機すらいない状況で敵戦闘機隊を相手にすることになり、窮地に陥る。まもなく、クライツェは本隊へ増援を要請した直後に古代機の猛攻で機体を撃墜されて戦死し、第三次攻撃隊も壊滅する。
豊田巧の小説版では寡黙な人物設定が強調されており、劇中で台詞は一切なく、意見や指示の際にはモニターを使うか、身振り手振りに行う。そのため、伝えたいことは年季のある人物にしか理解できず、艦体指揮中は通訳とも言うべき副官の存在が不可欠とされている。
『2202』では、プラモデル「1/1000 地球連邦 アンドロメダ級DX」において、アンドロメダ級空母型をガミラスがライセンス生産した「航宙戦闘母艦CCC」の艦長の1人として、兄のギュンターという人物が設定されている（本編では登場しない）。